# Новосілківський заказник

Новосілкі́вський — ентомологічний заказник місцевого значення. Розташований у Великоновосілківському районі Донецької області біля селища міського типу Велика Новосілка, в гирлі річки Кашлагач, що впадає в річку Мокрі Яли як права притока.
Статус заказника присвоєно рішенням Донецької обласної виконавчого комітету № 652 від 17 грудня 1982 року. Загальна площа заказника «Новосілківський» становить три гектари.
У Новосілківському заказнику гніздяться дикі бджоли, і він створений з метою їх збереження. Крім заказника «Новосілківський», місця гніздування диких бджіл у Донецькій області також охороняються в ентомологічних заказниках «Кальчицький», «Круглик», «Старомихайлівський», «Старченківський».